# گرومن ایکس‌تی‌اس‌اف
گرومن ایکس‌تی‌اس‌اف (به انگلیسی: Grumman XTSF) یک هواپیمای ساختِ کارخانهٔ گرومن در کشور ایالات متحده آمریکا است. نخستین استفاده‌کنندهٔ این هواپیما نیروی دریایی ایالات متحده آمریکا بوده‌است.